# Жак Брел
Жак Ромен Жорж Брел (фр. Jacques Romain Georges Brel; Схарбек, 8. април 1929 — Бобињи, 9. октобар 1978) је био белгијски кантаутор и глумац.
Његове драматичне песме, донеле су му велик круг обожавалаца, у почетку по Француској, а касније широм света. Његове песме, најчеће пуне оштре сатире и имплицитно религиозне, постале су веома популарне. Брел се данас сматра за родоначелника модерне шансоне. Иако је снимао готово искључиво на француском, његове песме пробиле су се и на англосаксонско тржиште, преко обрада које су изводили бројни тадашњи популарни музичари; Реј Чарлс, Џуди Колинс, Џон Денвер, Кингстон трио, Нина Симон, Френк Синатра, Скот Вокер, Енди Вилијамс.
Брел је био и успешни филмски глумац и редитељ, његов филм, Le Far West, био је номинован за Златну палму на Филмском фестивалу у Кану 1973. године.
Брел није само певао своје шансоне, већ их је дубоко емотивно проживљавао. Свака његова песма била је дубоко проживљено емотивно искуство, о чему је певао без увијања и лажног срама, дајући комплетног себе публици којој се обраћа, а то је она у то време знала да цени. Често се обрушавао на малограђанштину, и бројне предрасуде које је она имала, ипак је љубав, као снага која покреће свет, била тема већине његових песама.

## Биографија

### Детињство и младост
Жак Ромен Жорж Брел је рођен у буржоаској породици која је говорила француски иако су били Фламанци. Отац му је био власник фабрике картонске амбалаже. Брел од раних дана није био добар ученик, јер га школа није занимала, али је показивао изузетно интересовање за глуму и музику, а са 15 година почео је да свира гитару. Како му школа није ишла, отац га је, са навршених 18 година, већ 1947. године, запослио у сопственој фабрици. Жак се 1950. године оженио Терезом Мишилсен, коју су пријатељи и он звали Мише. Већ следеће године родила му је ћерку, а до краја брака још две. Досадан, обични малограђански живот, није му био суђен, тако да је 1952. године почео да пише и изводи сопствене песме, првобитно по породичним забавама, а касније по бриселским кабареима, што се његовој породици и пријатељима није допадало. Те године наступио је по први пут на локалном радију.